# Podotricha judith
Podotricha judith é uma borboleta neotropical da família Nymphalidae e subfamília Heliconiinae, encontrada no oeste da cordilheira dos Andes, em altitudes entre 1.200 a 2.000 metros; na Venezuela, Colômbia, Equador, Peru e Bolívia, com seu tipo nomenclatural coletado na Colômbia, denominado Cethosia judith e classificado por Félix Édouard Guérin-Méneville em 1844. Suas lagartas se alimentam de plantas do gênero Passiflora (família Passifloraceae).

## Descrição
Esta espécie, em vista superior e inferior, é de um negro-amarronzado aveludado, trazendo marcações amarelas, características, em suas asas anteriores e posteriores.

## Subespécies
P. judith possui quatro subespécies:
- Podotricha judith judith - Descrita por Guérin-Ménéville em 1844, de exemplar proveniente da Colômbia.
- Podotricha judith mellosa - Descrita por Stichel em 1906, de exemplar proveniente da Equador.
- Podotricha judith caucana - Descrita por Riley em 1926, de exemplar proveniente da Colômbia.
- Podotricha judith straminea - Descrita por Riley em 1926, de exemplar proveniente do Equador (localidade-tipo: Balzapamba).